# باغ مصلای نائین
باغ مصلای نائین که تاریخ سنگ مزارش به ۹۵۳ هجری (۱۵۴۷ میلادی) بازمی‌گردد، باغی آرامگاهی است که به دستور شاه قاجار برای ارج گذاری و یادبود، بر مزار پیشینیان خاندان‌های پیرزاده و پیرنیا ساخته شده‌ است. باغ مصلای به مصافت ۱۸٬۰۰۰ متر مربع می‌باشد که امارت اصلی اش، گنبدخانه ای است، که در میان آن سه سنگ مزار در کنارهم، پیام‌ رسان مجموعه‌ای از احوال و سرگذشت مربوط به سه نفر از بزرگمردان خاندان‌های پیرزاده و پیرنیا می‌باشد.

## ساخت و ایجاد مصلا

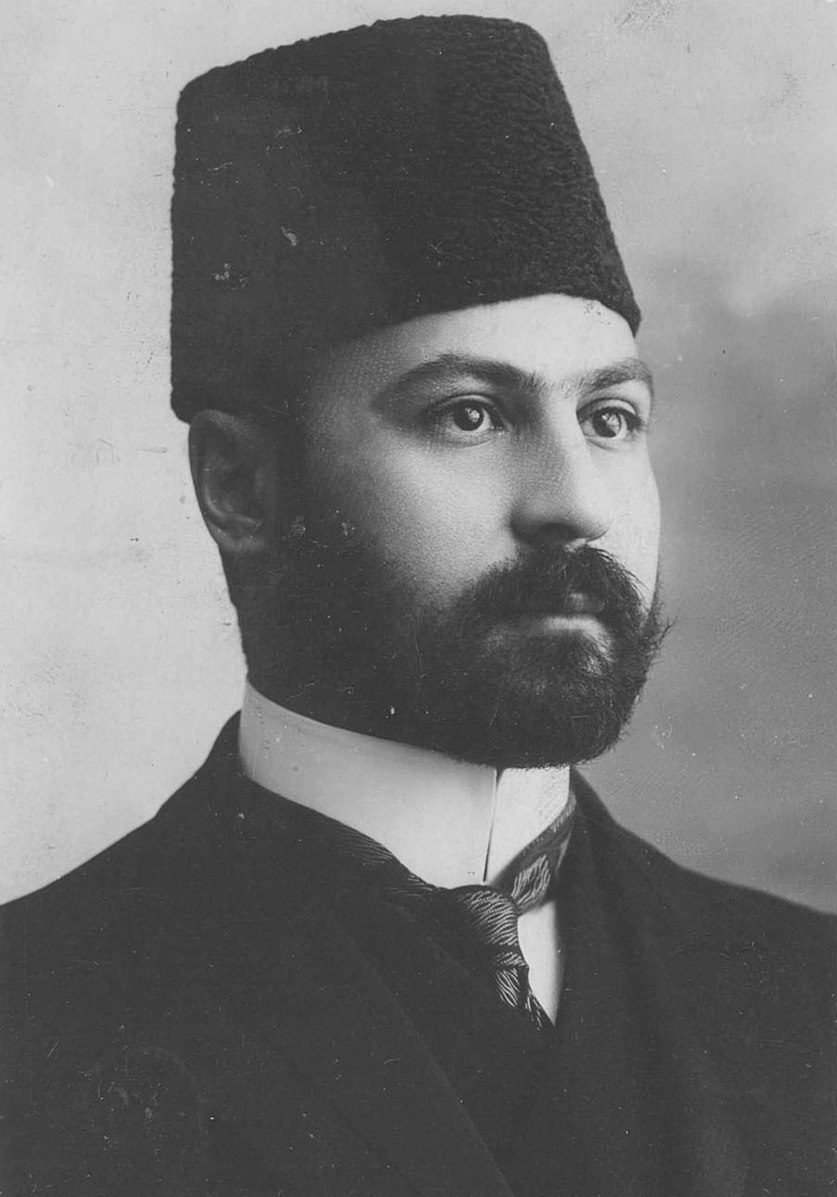
ابوالحسن پیرنیا (معاضدالسلطنه)

در سال ۱۲۴۹ هجری با رسیدن خبر درگذشت عباس میرزا نایب السلطنه به فتحعلی شاه قاجار، شاهزاده محمد میرزا توسط شاه از کرمان به تهران احضار میگردد که در هنگام عزیمت به تهران در نایین به اتفاق لشکر و همراهان در مزرعه باغ حاجی معروف نائین به عشق آباد جهت استراحت توقف می‌نمایند. آنجا با پیرمردی که همان حاج محمدحسن نائینی بوده برخورد می‌نمایند و پیر نائین آن‌ها را به خانه دعوت نموده. پس از گفتگو، پادشاهی محمد میرزا را پیش‌بینی می‌نماید که در بازگشت شاهزاده به تهران پیش‌بینی پیر نایین به اجرا درمیآید و فتحعلی شاه؛ محمد میرزا را به ولیعهدی انتخاب و پس از یکسال با فوت فتحعلی شاه قاجار، در سال ۱۲۵۰ هجری قمری، بر سریر سلطنت ایران قرار می‌گردد.
محمد میرزا «محمد شاه،» چون به مسند ملک قرار گرفت به یاد پیر نایین افتاد و پس از اطلاع از فوت پیر به میرزا کاظم نظام‌الملک، حاکم یزد، دستور ساختن بقعه مصلی نائین را، که از سال ۱۲۵۰–۱۲۶۵ قمری (۱۸۳۵–۱۸۴۹ میلادی) به طول انجانید، بر مزار پیر و ایجاد باغی بر گِرد آن صادر کرد.
در میان ساختمان گنبد فیروزه ای باغ، سنگِ نوشته شمالی، بیانگر احوال پیر عبدالوهاب (پیر نائین) که پدر جد پیرزاده نائینی از صوفیان روشنفکر و جهانگرد دوره قاجاریه بوده رواست، در کنار دو سنگ نوشته میانی مربوط است به احوال ابوالحسن خان پیرنیا (معاضدالسلطنه) از رجالیون دوران قاجاریه و از نواده گان پیر نائین، و سنگ نوشته جنوبی، احوال حسین پیرنیا از دیگر رجالیون دوره‌های قاجاریه و پهلوی، و از نواده گان دیگر پیرنیا می‌باشد.

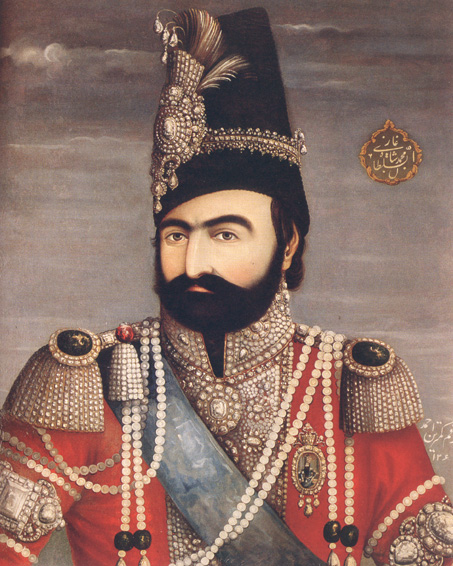
محمد شاه قاجار

## معرفی باغ
باغ مصلا در میان چهار خیابان قدیمی شهر نائین امروزی، عرصه‌ای فرهنگی با جلوه‌های شهری موزون و آرامشبخش است که در حاشیه بافت قدیم شهر جا دارد. باغ دارای دو دروازه ورودی است: یکی از دیوار شمالی در راستای سر دروازه جا دارد که ورودی اصلی محسوب می‌شده‌است. ورودی دیگر دروازه جنوبی است که بر محور شمالی جنوبی باغ و در راستای دروازه شمالی قرار گرفته‌است. راستای خیابان با محور ورودی اصلی و محور تقارن گذرها مطابقت دارد و از وسط ساختمان می‌گذرد. دو ردیف درخت پسته در دو طرف گذرهای کناری و میانی باغ کاشته شده و درختان کاج در باغ به صورت پراکنده کاشته شده‌اند. آبیاری باغچه‌ها و درختان باغ از طریق جوی‌های خاکی انجام می‌شود. جوی‌هایی که از پای درختان کناری دوطرف گذرهای اصلی باغ می‌گذرند. آبگیر و آبنمایی در سطح باغ وجود ندارد، ولی گذربندی فضای باغ از نظام هندسی معمول باغ‌های ایران استفاده کرده‌است.
بنای اصلی (گنبدی) باغ در قسمت شمالی و در جهت رو به قبله باغ احداث شده‌است. محل اصلی تختگاه در باغ بر بالای محور تقارن قرار گرفته‌است. ایوان، شاهنشین و سرابستان در این جایگاه قرار دارند که غالباً با چشم‌انداز‌هایی زبیا از باغچه‌هایی با گل‌های رنگین و ردیف درختان کنار جوی‌های دو سمتِ گذر محوری باغ، آب مورد نیاز شرب مردم را از باران که در آب انبارها «آب انبار مصلا» جمع می‌شوند، در کنار باغ واقع است که به صورت یک فضای عمومی خود را نمایان کرده‌است. پیش از آنکه باغ مصلا با این نام شناخته شود، با نام «باغ حاجی» خوانده می‌شد، چون از قناتی با همین نام آبیاری می‌شد. فضای بسته مجموعه «باغ مصلا» و فضای باز آب انبارش، در میان چهار خیابان شهر نائین که به میدانچه‌ای می‌رسد، نمایان می‌باشد.
این مجموعه از همجواری دو بخش مستطیل شکل تشکیل شده، که هریک با نمایی متمایز، شاخصی در میان دیگر عرصه‌های شهری است. مستطیل شرقی در میان دیواری حصارمانند و بلند جای دارد که اطراف باغ کشیده شده‌است و چهار برج در چهار گوشه آن برپا است. از خیابان شمالی، گنبد فیروزه ای رنگ باغ مشخص است. در بخش غربی باغ بنای آب انباری بزرگ در زیرزمین احداث شده‌است با مشخصه بادگیر بلند هشت وجهی که در میان فضای باز پا برجاست. سمت شرقی آب انبار مسلط به دیوار کنگره‌دار باغ است، در میان حصار دو بادگیر دیگر آب انبار است که با بنایی که راه پله دسترسی به پاشیر آب انبار است، ارتباط دارد که از درون باغ دسترسی به پاشیر آب انبار راه فراهم می‌کند.
باغ مصلا نائین، در آبان ۱۳۶۵، با شماره ثبت ۱۷۱۹، به عنوان یکی از آثار ملی ایران، به ثبت رسیده‌است.

## عمارت اصلی
گنبدی فیروزه ای رنگ و بلند بر بلندی بخش میانی ساختمان باغ قرار دارد که بر بخش میانی آن، تالار چایپا شکل پابرجا است. هشت در ورودی مشبک یکسان، دسترسی باغ را به تالار گنبد پوش آسان می‌کند. در هر جداره از بنای هشت وجهی دو در ورودی و روزنه‌ای وسیع در اطراف آن وجود دارد که این معنای تمثیلی است از باز کردن هشت در باغ بهشت بر این عمارت.
نقشه عمارت نقشه هندسی ساده هشت و نیم هشت است که اضلاع بلندتر آن با محور قبلی در یک جهت قرار گرفته و بر همین اساس چهار ضلع کوتاهتر در جهات فرعی قرار گرفته‌اند. هرکدام از اضلاع کوتاهتر ایوانی رو به باغ دارد که بین دو در ورودی جا گرفته‌اند. راستای دو ورودی در دو جهت عمود برهم اصلی است.
ایوان‌های ساختمان مانند تالار انتظاری هستند برای ورود به ساختمان. هریک از ورودی‌ها به دالانی راه پیدا می‌کنند که دو به دو، در نزدیکی فضای گنبد خانه یکی شده‌است و به ورودی‌های اصلی گنبد خانه دسترسی دارد. جهت همه ورودی‌های گنبدخانه، در جهات فرعی ست که هندسه آن تابع فضای هشت و نیم هشت گنبد خانه است.

## نگارخانه تصویری

باغ مصلا ورودی ۲باغ مصلا ورودی ۲